# Stilicho

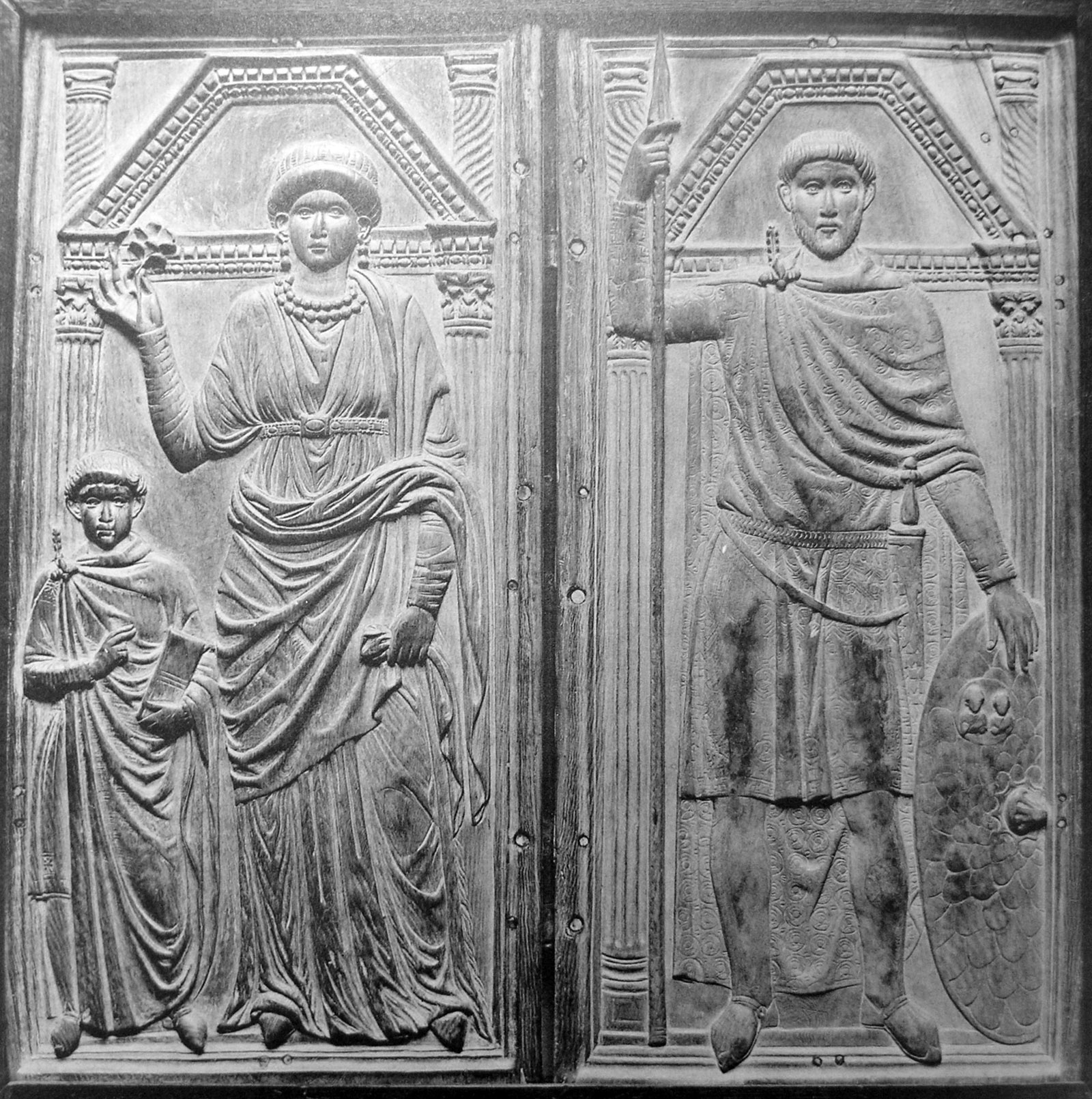
Tranh bộ đôi màu ngà mô tả chân dung Stilicho (phải) và vợ ông là Serena cùng con trai Eucherius vào năm 395 (Thánh Đường Monza)
)

Flavius Stilicho (đôi khi còn viết là Stilico) (359 – 408) là Thống chế (Magister militum), Quý tộc (Patrician) và Quan chấp chính tối cao (Consul) của Đế quốc Tây La Mã, nguồn gốc xuất thân từ bán man tộc. Không chỉ là Thống chế Tây La Mã, ông cũng nắm giữ vai trò tương tự ở Đế quốc Đông La Mã. Ông đã nhiều lần đẩy lui các cuộc xâm lược của man tộc vào cả Đông lẫn Tây La Mã.

## Tiểu sử

### Gia đình

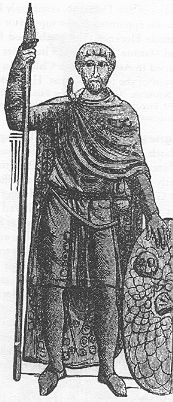
Hình vẽ Stilicho thời Trung Cổ

Stilicho sinh vào năm 360 ở khu vực gần Constantinopolis, cha là người Vandal, từng giữ chức chỉ huy trưởng đại đội kỵ binh trong quân đội La Mã dưới thời Hoàng đế Valens, mẹ là người La Mã cư trú ở vùng Pannonie.

### Binh nghiệp
Khởi đầu ông gia nhập quân đội, trải qua chinh chiến nhiều năm liền, lập được khá nhiều chiến công vang dội, bất chấp gốc gác man tộc của cha nhưng Stilicho vẫn tự coi mình là một công dân La Mã thực thụ, là một tín đồ Cơ Đốc Nicene sùng đạo so, một viên tướng chấp pháp nghiêm minh, hết lòng thương yêu binh sĩ, rất có uy tín trong quân đội La Mã nên chỉ trong một thời gian ngắn mà ông được giữ các chức vụ quân sự trọng yếu như Quan bảo dân (Tribunus), Quan Giám quân và notarius dưới thời Hoàng đế Theodosius I, người cai trị một nửa phía Đông của Đế quốc La Mã từ Constantinopolis và là vị Hoàng đế cuối cùng còn trị vì một Đế quốc thống nhất hai nửa Đông, Tây..
Năm 383, Theodosius phái Stilicho làm sứ giả tới triều đình của vua Ba Tư Shapur III tại Ctesiphon để đàm phán hòa bình về việc hòa giải có liên quan tới sự phân chia Armenia. Nhiệm vụ được thực hiện thành công nên khi về triều ông được Hoàng đế Theodosius gả cô cháu gái nuôi là Serena vào năm 384. Cuộc hôn nhân diễn ra khi Stilicho đang đảm đương sứ mệnh ở Ba Tư và cuối cùng Serena hạ sinh cho ông một người con trai là Eucherius và hai cô con gái là Maria và Thermantia. Năm 385, ông được bổ nhiệm làm comes stabuli rồi Thống chế (magister militum), Trưởng quan kỵ binh, comes domesticorum và comte domestics trưởng, hai năm sau ông được thăng lên chức Trưởng quan đội kỵ binh và bộ binh trong quân đội xứ Thrace (magister militum per Thracias). Stilicho trở thành viên chức tối cao thứ hai của Theodosius chỉ sau Promotus. Năm 388, ông tháp tùng Hoàng đế trong cuộc chiến chống lại kẻ tiếm vị Magnus Maximus đang chiếm quyền kiểm soát phía Tây nhằm đối lập với vị Hoàng đế hợp pháp lúc đó là Valentinian II, em rể của Theodosius.
Sau khi Hoàng đế Valentinian II mất vào năm 392. Năm 393, Theodosius trong nỗ lực duy trì thống nhất của Đế quốc dưới tên ông, đã phong Stilicho làm chỉ huy đại quân triều đình phương Đông, ông ngày đêm ra sức huấn luyện sĩ tốt, trù bị lương thảo đầy đủ, bày binh bố trận rất có phương pháp, lại còn mời vua Alaric của rợ Visigoth kéo quân sang tham chiến khiến cho quân đội của Theodosius giành được đại thắng trong Trận Frigidus (còn gọi là Trận Sông Frigid) đánh bại quân của kẻ tiếm vị Eugenius và tướng Arbogast diễn ra vào ngày 5 tháng 9 năm 394. Về sau Alaric trở mặt hủy bỏ liên minh với người La Mã và chống lại Stilicho do Theodosius đã đặt quân Visigoth lên tuyến đầu trong trận Fridigus nhằm tiêu hao lực lượng của người Visigoth vì ông lo lắng họ sẽ trở thành đối thủ của La Mã trong tương lai.
Sau khi chiến thắng ở Frigidus, Hoàng đế Theodosius đã khôi phục lại được sự thống nhất toàn vẹn lãnh thổ của Đế quốc La Mã, còn Stilicho nhân cơ hội Đại tướng Timasius vừa qua đời liền ra tay nắm giữ hết mọi binh quyền của triều đình. Riêng về phần Theodosius sau trận chiến vừa về tới kinh thành thì đổ bệnh nặng chỉ nằm liệt một chỗ, biết rằng chẳng còn sống được bao lâu nên ông quyết định chia Đế quốc thành hai phần cho hai người con của ông, phía Đông giao Arcadius còn phía Tây cho Honorius, rồi sau đó tấn phong Stilicho làm người bảo hộ cho Honorius với hy vọng ông sẽ là người xứng đáng với trọng trách bảo đảm sự an nguy và thống nhất của Đế quốc trong tương lai, hậu sự vừa xong thì ít lâu sau Theodosius băng hà vào ngày 17 tháng 1 năm 395.

### Thời kỳ nhiếp chính

#### Xung đột Đông, Tây
Sau khi Theodosius mất, Honorius nối ngôi làm Hoàng đế của Đế quốc Tây La Mã và người anh là Arcadius làm Hoàng đế của Đế quốc Đông La Mã. Stilicho chính thức đảm nhiệm chức Tổng tư lệnh quân đội Tây La Mã trong khi Đại tướng Rufinus, Thái thú La Mã kiêm Trưởng quan đội Vệ binh Hoàng gia của Theodosius trở thành quyền thần nắm giữ binh quyền và thao túng triều đình của Đế quốc Đông La Mã. Mặc dù nắm giữ quyền cao chức trọng ở cả hai triều đình nhưng mối quan hệ giữa đôi bên thường không mấy khi yên ổn, các cận thần và quan chức dưới trướng Stilicho tỏ ra không ủng hộ ông mà thường chống đối ngầm bằng cách tung các thủ đoạn chính trị nhằm gây không ít trở ngại, khó khăn trong suốt thời gian ông đương nhiệm.

#### Thảo phạt Alaric

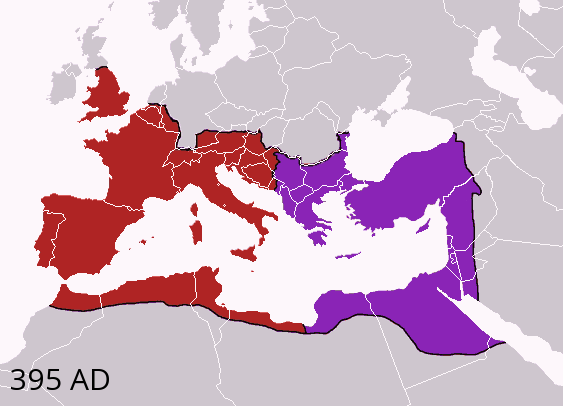
Đế quốc La Mã vào năm 395, phía Tây là của Honorius và phía Đông là của Arcadius.

Vấn đề đối ngoại đầu tiên xảy ra vào năm 395. người Visigoth sống ở vùng Hạ Moesia đã chọn Alaric làm vua của họ. Trước tiên Alaric phá vỡ hiệp ước giữa bộ tộc của ông với người La Mã và chỉ huy quân bản bộ đột kích vào xứ Thrace, lại còn điều động thủy quân xâm nhập vào Hy Lạp và bán đảo Peloponnese. Quân đội La Mã vừa giành thắng lợi tại Frigidus được Stilicho tập hợp trở lại ngay tức khắc và tiến đánh lực lượng của Alaric đang cướp phá Thrace và Macedonia tại Illyria. Quân đội Đông La Mã dự định tới tiếp ứng thì đã phải bỏ dở giữa chừng để quay về đối phó với cuộc xâm nhập đại quy mô của người Hung ở Tiểu Á và Syria cho nên Rufinus cố gắng đàm phán riêng với cá nhân Alaric. Kết quả thất bại nên Rufinius đành phải tìm kiếm một liên minh với người Goth. Stilicho giờ đây gấp rút hành quân về phía đông chống lại Alaric. Theo lời của sử gia Claudian cho biết thì Stilicho đang ở vào vị trí thuận lợi để tiêu diệt người Goth thì bỗng nhận được lệnh của Hoàng đế Đông La Mã Arcadius phải rút khỏi Illyricum. Ngay sau khi ông nhận được tin khẩn cấp báo về việc Rufinus đã bị binh sĩ dưới quyền giết chết.
Đầu năm 397, Stilicho đánh bại quân của Alaric tại Macedonia, bản thân Alaric phải tháo chạy một mình tới vùng núi quanh đó để trốn tránh. Cùng năm đó, ông còn trấn áp thành công cuộc nổi loạn chống lại Hoàng đế Honorius của viên Bá tước (Comes) Gildo tại Châu Phi, kẻ đang nắm giữ tuyến đường hàng hải quan trọng cung cấp lúa mì đến Roma và các tỉnh Tây La Mã. Gildo nhanh chóng phái sứ giả tới Constantinopolis liên minh với Hoàng đế Đông La Mã Arcadius thông qua viên hoạn quan Eutropius. Stilicho vội vàng trưng thu lúa mì từ Hispania và Gaul đồng thời tuyên bố Gildo là hostis publicus (một thuật ngữ Cổ La Mã có nghĩa là kẻ thù của nhân dân). Để tránh phải hao binh tổn tướng và thiếu hụt quân lương, Stilicho phái tướng Mascezel, người anh em của Gildo tới thảo phạt ông ta và cuối cùng đã đánh bại Gildo trong Trận Ardalio. Ít lâu sau, Stilicho gả trưởng nữ của ông là Maria cho Honorius cùng năm đó. Vào năm 400, Stilicho vinh dự được Viện Nguyên Lão La Mã chấp thuận bổ nhiệm làm Quan chấp chính tối cao (Consul).
Trong khoảng thời gian đương nhiệm chức vụ cấp cao đó ra thì Stilicho còn phát động một loạt chiến dịch khác nhằm khuất phục các rợ khác như Scot, Pict, và Saxon ở Britain.
Năm 401, Thủ lĩnh hai man tộc là Alaric của Visigoth và Radagaisus của Ostrogoth chính thức trở thành đồng minh, trù bị kế hoạch xâm lược Đế quốc La Mã. Radagaisus còn kết giao với các tộc khác như Alan, Suevi, và Vandal đồng loạt mang quân tiến công, trước tiên xâm lược vùng Raetia (nay là Rhaetia). Stilicho dẫn quân bản bộ trú đóng gần biên giới phía Bắc vượt sông Danube, đánh bại Radagaisus. Sau đó vội vàng lui binh quay trở lại ngăn chặn Alaric đang trên đường tiến vào nước Ý. Tiếp đến Stilicho cho xuất đại quân chủ lực của ông gồm hơn 30,000 tinh binh chặn đánh tới tấp, nhận thấy lực lượng của mình đã mỏi mệt Alaric hạ lệnh toàn quân đóng trại nghỉ ngơi, nhân lúc trời tối, Stilicho đã tiến hành bố trí đột kích một vài cứ điểm phòng thủ của Alaric ở gần Mediolanium. Alaric nổi giận đốc thúc toàn quân xông lên vây hãm thành phố có tường thành vây quanh này bất chấp những lời cầu xin rút lui của các bộ tướng thân cận.
Vào Lễ Phục sinh vào ngày 6 tháng 4 năm 402, Stilicho đại phá quân của Alaric trong Trận Pollentia, chiếm đoạt quân lương cùng thê thiếp của ông ta. Alaric dùng mưu cùng một số thuộc hạ chạy thoát được. Trận chiến này là chiến thắng cuối cùng còn tổ chức lễ diễu hành ca khúc khải hoàn ở Roma. Vào năm 403 Stilicho lại một lần nữa đánh bại Alaric trong Trận Verona, theo sử gia Gibbon nói thì Alaric chỉ kịp tháo chạy nhanh chóng một mình với con ngựa của ông ta. Cuối cùng hai bên tuyên bố đình chiến và Alaric quay trở về Illyricum. Cuối năm 406, Stilicho yêu cầu trả lại một nửa phía Đông xứ Illyricum (mà sự kiểm soát hành chính được Theodosius chuyển qua cho phía Constantinopolis), dọa sẽ tuyên chiến nếu phía Đế quốc Đông La Mã kháng cự. Mục đích của việc này không được rõ ràng nhưng có thể Stilicho định sử dụng Alaric và lực lượng thiện chiến của ông ta làm thành một liên minh nhằm chống lại đám man tộc Alan, Vandal và Suevi đang ngày càng không ngừng đe dọa sẽ xâm lược vào phía Tây của Đế quốc La Mã. Do vậy ông cần phải hợp pháp hóa sự kiểm soát xứ Illyricum của Alaric.
Theo lời của sử gia Rutilius Namatianus trong cuốn De Reditu trang 51-60 của ông cho biết một sự kiện khá nổi bật khác là vào năm 405 Stilicho đã ra lệnh thiêu hủy những cuốn Sách Bói Toán. Câu chuyện ghi trong đây không được các học giả và giới sử gia tin tưởng là có thật mà họ cho rằng câu chuyện này là hoàn toàn bịa đặt.

#### Man tộc xâm lược

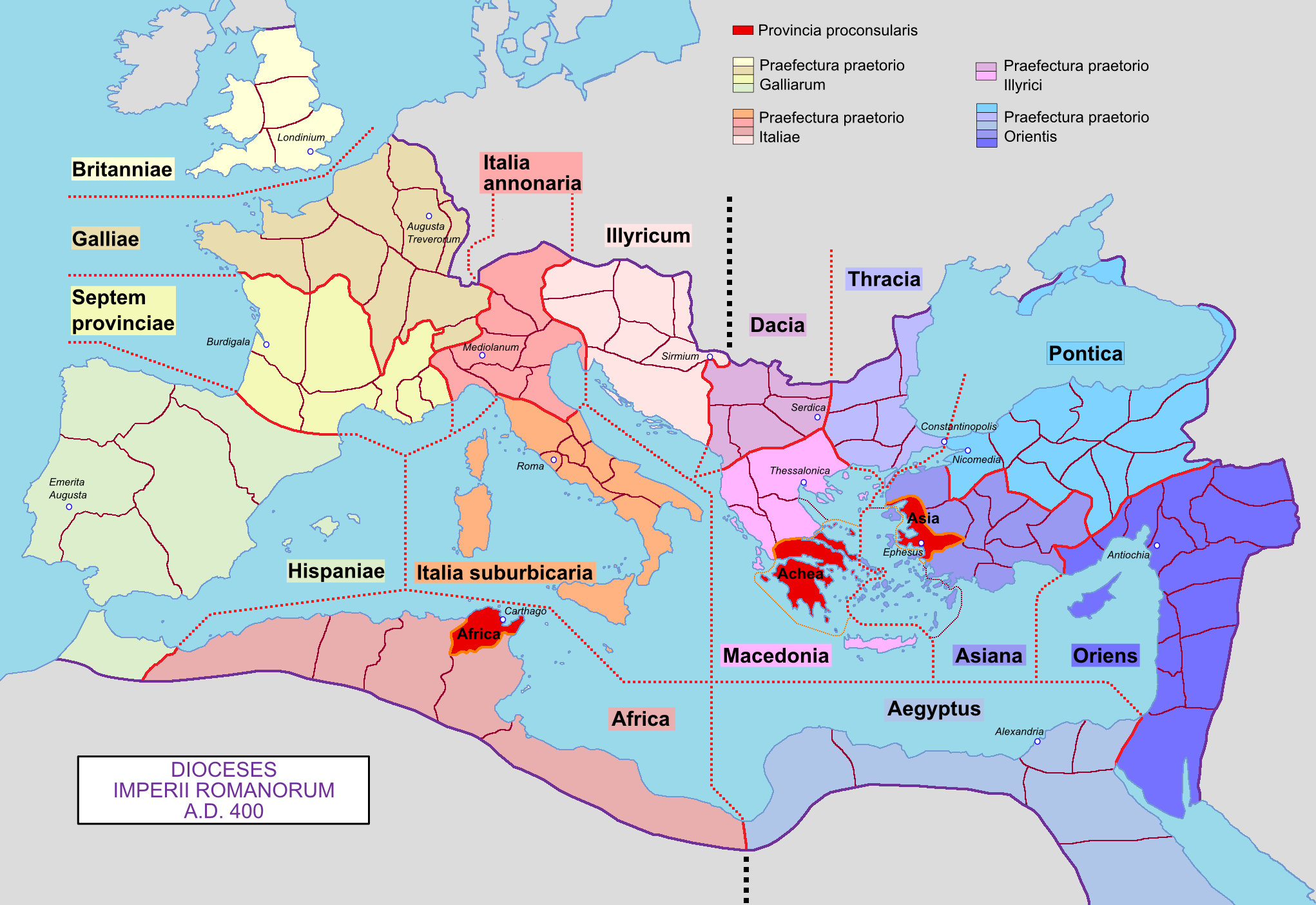
Phân chia các Giáo phận của Đế quốc La Mã vào năm 400.

Mặc dù thành công trong việc chống lại người Goth nhưng Stilicho đã không thể nào ngăn chặn nổi sự kiện xảy ra vào cuối năm 405 khi mà quân đội và dân chúng các man tộc gồm Ostrogoth, Vandal, Burgundy, Swabi, Alan và Heruli dưới sự lãnh đạo của thủ lĩnh Radagaisus người Ostrogoth đồng loạt tràn vào xâm lược nước Ý. Quân đội của Radagaisus tiến tục cướp phá một loạt thành phố và căn cứ quân sự dọc theo Thung lũng Po, quanh Ravenna, thủ đô mới của Đế quốc Tây La Mã, sau đó tiến quân thẳng đến Roma. Để chống lại các man tộc, Stilicho hạ lệnh đưa ra một loạt biện pháp khẩn cấp tạm thời như: quân đội các tỉnh sẽ hợp nhất với quân đội trung ương, một số nô lệ được trả tự do nếu tự nguyện tòng quân tham chiến, ban bố một loại thuế đặc biệt nhằm lấy tiền trả lương cho các nhóm quân người rợ để họ tiếp tục phục vụ Đế quốc. Quân các man tộc nhanh chóng vây hãm Florence một thời gian ngắn rồi buộc phải rút lui do quân đội của Stilicho đã công hãm vào Pavia. Hai bên giao chiến dữ dội tại Fiesole vào mùa hè năm 406. Do hành quân lâu gấp rút và thiếu lương thực trầm trọng nên phần lớn quân chủ lực của Radagaisus chẳng mấy chốc đã tan rã, một số đào ngũ, một số bị bắt trong khi số khác bị giết chết khá nhiều. Riêng thủ lĩnh Radagaisus bị quân của Stilicho bắt sống và xử tử vào ngày 23 tháng 8 năm 406.
Vào đêm 31 tháng 12 năm 406, các man tộc gồm Vandal, Alan, Burgundy, Swabi vượt qua sông Rhine. Sự kiện này đã vực dậy cả một làn sóng phá hủy hàng loạt thành phố của người La Mã và châm ngòi cho các cuộc nổi loạn quân sự tại Britannia và Gaul, khiến cả Đế quốc La Mã rơi vào cảnh hỗn loạn và suy yếu dần từ đó.

### Bất ổn nội bộ
Năm 407, Constantinus III, một viên sĩ quân quân sự lãnh đạo loạn quân thực hiện thành công cuộc binh biến ở Britannia (nước Anh ngày nay) chính thức tiếm vị xưng là Augustus đã nắm quyền kiểm soát các tỉnh như Gaul, Germani và một nửa Hispania nhằm công khai đối lập với Đế quốc Tây La Mã. Stilicho quay về kinh đô thỉnh cầu Hoàng đế cho phép ông phối hợp với lực lượng của Alaric nhằm giành lại những tỉnh đã bị Constantinus III chiếm giữ, nhưng Honorius sợ rằng nếu mời thêm Alaric có thể tạo thành vây cánh vững chắc cho quan nhiếp chính nên đã từ chối thẳng thừng khiến cho thỏa thuận với Alaric bị hoãn lại. Mùa thu năm đó, Stilicho chỉ huy quân đội công bố tuyên chiến với Constantine III, sau đó phái bộ tướng là Sarus điều binh tới vây hãm Valencia nhưng bị quân địch đánh lui đến tận núi Alps. Sau khi chịu thất bại tại Ravenna, việc chống đối Stilicho của các triều thần ngày càng dâng cao trong khi ảnh hưởng và uy tín của ông đối với Hoàng đế đã suy giảm rõ rệt. Để khôi phục lại phần nào ảnh hưởng của mình trong triều đình, Stilicho quyết định gả thứ nữ của ông là Thermantia cho Honorius sau khi trưởng nữ Maria mất.
Nhằm củng cố thực lực của mình, Alaric đã phái sứ giả tới kết giao foederati (nước đồng minh) với người Goth ở Gaul. Đồng thời còn đưa quân tới chiếm đóng Epirus và Noricum để chuẩn bị cho một chiến dịch quân sự của Stilicho ở phía Đông, tuy nhiên ông đã lên tiếng phàn nàn rằng không nhận được bất cứ khoản bồi thường nào cho việc tạm hoãn kế hoạch viễn chinh quân sự này. Alaric đòi phải chu cấp cho ông một khoản tiền lớn lên đến 4000 đồng vàng. Hòng cứu vãn tình hình bất lợi có thể ảnh hưởng đến sự tồn vong của Đế quốc, Stilicho cố gắng thuyết phục Viện Nguyên Lão La Mã đồng ý trả một khoản tiền thưởng cho Alaric nếu không ông ta sẽ tiếp tục dẫn quân xâm lược nước Ý vì đã không nhận được bất cứ sự hỗ trợ kinh tế và quân sự nào cả như đã hứa. Dù trong Viện Nguyên Lão La Mã đa số thành viên đều ra sức phản đối đến nỗi ngay cả viên Thái thú La Mã là Lampadius đã phải thốt ra: "Đây không phải là một hiệp ước hòa bình mà là một hiệp ước nô lệ thì đúng hơn! ", thế nhưng cuối cùng mọi người vẫn phải chấp nhận ý kiến của Stilicho nhằm vãn hồi lại hòa bình cho Tây La Mã và tiếp tục duy trì mối quan hệ đồng minh với người Visigoth. Chiến thắng chính trị này trên thực tế lại là sự thất bại về mặt phẩm hạnh của Thống chế Stilicho.

### Cái chết
Sau khi Hoàng đế Arcadius qua đời vào ngày 1 tháng 5 năm 408. Vào lúc này, Stilicho đã không còn đủ thẩm quyền để giữ vai trò nhiếp chính cả hai Đế quốc. Viên trưởng quan cấp cao kiêm cố vấn của Hoàng đế Honorius là Olympius, người luôn ganh ghét, đố kị với Stilicho đã cố gắng thuyết phục Hoàng đế tới Pavia chuẩn bị lực lượng để lật đổ Stilicho, tại đây Honorius chính thức tuyên bố khép khép tội phản quốc cho Stilicho rồi sai người tung tin đồn rằng Stilicho là người đã ra tay ám sát Rufinus để đưa người con trai của ông là Eucherius lên ngôi Hoàng đế Đông La Mã ra các tỉnh, lập tức đã gây nên một làn sóng nổi dậy chống lại ông.
Quân đội La Mã tại Ticinum nổi loạn đầu tiên vào ngày 13 tháng 8 năm 408, đã giết chết ít nhất bảy viên chức cấp cao của triều đình (Zosimus 5.32). Các sự kiện tiếp theo được sử gia John Matthews chứng kiến như sau: "Có hàng loạt sự xuất hiện của các cuộc đảo chính được phối hợp kỹ lưỡng do các đối thủ chính trị của Stilicho tổ chức thành". Quá sức chán ngán về tình hình bất ổn chính trị xảy ra liên miên, Stilicho dâng chiếu xin từ chức lui về ở ẩn, xong đâu đó ông vội rời khỏi Bologna về tới Ravenna. Honorius phái Bá tước Heraclian dẫn theo quân cảnh vệ tới lùng bắt Stilicho, lúc này toàn gia tộc của Stilicho đã nghe được tin khẩn về vụ việc nên vội vàng trang bị giáp trụ và mang theo khí giới cùng tùy tùng đến cố thủ trong một nhà thờ có hàng rào vây quanh ở Ravenna. Heraclian hạ lệnh điều quân tới bao vây ngôi nhà thờ và tuyên bố sẽ tha mạng cho cả nhà của Stilicho nếu tự thân ông chịu ra đầu hàng ngay lập tức. Stilicho đành kêu gọi mọi người trong gia tộc buông khí giới và dừng các hành động phòng vệ lại, đích thân ông bước ra tới cổng vòm của nhà thờ liền bị binh sĩ của Heraclian trói lại và chém đầu ngay tại chỗ vào ngày 22 tháng 8 năm 408. Con trai của ông là Eucherius cũng bị Hoàng đế sai người giết chết không lâu sau đó, tất cả họ hàng thân thích của Stilicho đều bị tru di tam tộc, toàn bộ gia sản đều bị tịch thu hết.

## Ảnh hưởng văn hóa
Stilicho là nhân vật chính và nhân vật đối lập xuất hiện trong nhiều tác phẩm hư cấu như:
- Stilicho là nhân vật chính trong cuốn tiểu thuyết Stilicho (một phần của loạt truyện Kleine Romane aus der Völkerwanderung) xuất bản năm 1901 của nhà văn Felix Dahn, trong truyện ông được tác giả mô tả là một viên tướng lương thiện và hết mực trung thành với nhà vua và triều đình La Mã.
- Trong cuốn tiểu thuyết đầu tiên thuộc loạt truyện về Vua Arthur của nhà văn Jack Whyte, Stilicho vốn có mối quan hệ trứ danh với gia tộc Britannicus và là hình mẫu nhân vật mà Whyte tạo nên truyền thuyết về phù thủy Merlin, vua Arthur, và hiệp sĩ Camelot.
- Trong tập đầu tiên của bộ phim ba tập Attila của William Napier vào năm 2005. Stilicho bị công chúa Galla Placida ra tay sát hại, người nghi ngờ ông có âm mưu thông đồng với chàng thanh niên Attila, con tin hoàng gia của họ.
- Ông còn là nhân vật phụ trong cuốn tiểu thuyết Eagle in the Snow (Đại bàng trong đống tuyết) của nhà văn Wallace Breem.
- Trong bản mod Invasio Barbarorum của game chiến lược Rome: Total War thì Stilicho là viên tướng của Đế quốc Tây La Mã.
- Trong loạt phim truyền hình nhỏ Attila vào năm 2000, diễn viên Powers Boothe vào vai Aetius, người kể lại chuyện về Stilicho.